# Segestriidae
Segestriidae este o familie de păianjeni araneomorfi din subordinul Opisthothelae. 

## Descriere
Speciile din această familie au corpul acoperit cu perișori scurți și denși. Formă tubulară a corpului prezintă o adaptare la traiul într-un tub de mătase. Prosoma este ovală, alungită. Pe prosomă sunt dispuși numai 6 ochi, și nu 8 ca de obicei la păianjeni. Chelicerele sunt puternice, uneori cu un luciu metalic. Opistosoma, le fel, este alungită. La tineri dorsal poate să fie o fâșie longitudinală mai întunecată decât restul corpului, care dispare la adulți. Primele 3 perechi de picioare sunt îndreptate anterior (la majoritatea păianjenilor doar primele 2 perechi), ce ușurează deplasarea prin tub.

## Modul de viață
Păianjenii construiesc un tub cu capătul superior închis, în forma unui guler de la care pleacă radiar fire de semnalizare. Tubul e țesut în fisurile din scoarța copacilor sau printre pietre. 

## Răspândire
Genurile Segestria și Ariadna se întâlnesc în America de Nord, America de Sud, Europa, Asia, Africa și Noua Zeelandă, iar genul Gippsicola include o specie endemică din Australia. 

## Genuri
- Ariadna Audouin, 1826 (84 specii; America, Africa, Asia, Australia)
- Gippsicola Hogg, 1900 (1 specie; Australia)
- Segestria Latreille, 1804 (20 specii; Palearctic, America, Noua Zealandă, Asia Centrală)